# Mistrzostwa Ukrainy w piłce nożnej (1992/1993)
Mistrzostwa Ukrainy w piłce nożnej – sezon 1992/1993 – II Mistrzostwa Ukrainy. Pierwszy pełny sezon rozgrywany systemem jesień – wiosna. 16 zespołów Wyszczej Lihi walczyło o tytuł Mistrza Ukrainy. Persza Liha składała się z 22 zespołów, a Druha Liha z 18 zespołów. Istniała też Perechidna Liha składająca się z 18 zespołów.
- Mistrz Ukrainy: Dynamo Kijów
- Wicemistrz Ukrainy: Dnipro Dniepropietrowsk
- Zdobywca Pucharu Ukrainy: Dynamo Kijów
- start w eliminacjach Ligi Mistrzów: Dynamo Kijów
- start w Pucharze UEFA: Dnipro Dniepropietrowsk
- start w Pucharze Zdobywców Pucharu: Karpaty Lwów
- awans do Wyszczej Lihi: Nywa Winnica, Temp Szepietówka
- spadek z Wyszczej Lihi: tak jak od następnego sezonu liczba zespołów zwiększa się do 18, to nikt nie spadł.
- awans do Pierwszej Lihi: Dnipro Czerkasy, Chimik Żytomierz
- spadek z Pierwszej Lihi: Roś Biała Cerkiew, Szachtar Pawłohrad
- awans do Druhiej Lihi: Naftochimik Krzemieńczuk, Dynamo Łuhańsk, Antracyt Kirowskie, Nywa-Borysfen Mironówka, Wojkoweć Kercz, Prometej Szachtarsk
- spadek z Druhiej Lihi: CSK ZSU Kijów
- awans do Perechidnej Lihi: Sirius Żółte Wody, Hart Borodzianka, Oskił Kupiańsk, Chutrowyk Tyśmienica, Beskyd Nadwórna, Suroż Sudak, Medyk Morszyn, Wiktor Zaporoże, FK Lwów
- spadek z Perechidnej Lihi: Szachtar Gorłówka, Olimpik Charków, Siłur Charcyzk, Łysonia Brzeżany, More Teodozja, Prometej Dnieprodzierżyńsk